# 马林鸡
Malingee（译：马林鸡）是澳大利亚原住民神话传说中的生物，通常于夜晚出没且倾向于避开人类，但当被激怒时便会以石刀将其杀死。Malingee皮肤如同岩石般坚硬，在行走时膝盖会相互摩擦并发出声响，眼睛如同阴燃的煤炭，这些特征使得人类能够提前发现与避开Malingee。